# Alternative Press Music Awards 2016
Die dritten Alternative Press Music Awards wurden am 18. Juli 2016 in Columbus, Ohio vergeben.

## Geschichte
Das Datum für die Verleihung der dritten Alternative Press Music Awards wurde am 25. Dezember 2015 bekanntgegeben. Allerdings stand zu diesem Zeitpunkt noch kein genauer Austragungsort fest. Der Grund dafür war die im selben Monat stattfindende Republican National Convention, welche Erstbuchungsrechte für die meisten Veranstaltungszentren in Cleveland besaß. So sagten die Betreiber der Quicken Loans Arena und des Vinovich Parks, welche das Event in den ersten beiden Austragungen veranstalteten ab. Die Betreiber der Quicken Loans Arena versuchten, laut einem Artikel auf Cleveland.com, einen neuen Veranstaltungsort zu finden. Eine andere, aber kostspieligere Alternative, so Mike Shea, wäre ein Umzug in eine andere Stadt, wie Detroit, Cincinnati oder Los Angeles.
Am 19. Januar 2016 wurde bekanntgegeben, dass die Verleihung der dritten Alternative Press Music Awards am 18. Juli 2016 in der Value City Arena im Jerome Schottenstein Center am Campus der Ohio State University in Columbus, Ohio abgehalten werden sollen. Die Preisverleihung fand somit zeitgleich mit der Republican National Convention statt. Wie im Vorjahr moderierten Jack Barakat und Alex Gaskarth von All Time Low die Preisverleihung.
Am 17. März 2016 gaben Sängerin Jenna McDougall von Tonight Alive und Cody Carson von Set It Off! die Nominierungen bekannt.
Die Zeremonie fand im Beisein von ungefähr 6.000 Besuchern statt.

## Ausstrahlung
Erstmals seit der ersten Preisverleihung im Jahr 2014 wurden die APMAS nicht auf AXS TV gezeigt. Stattdessen war es möglich, die Verleihung via Live-Stream über Amazon und Twitch zu verfolgen. Dort sahen mehr als eine halbe Million Menschen die Preisverleihung, wodurch die Verleihung die drittmeistgestreamte Musikveranstaltung des Jahres 2016 in der Geschichte von Twitch war.

## Auftritte und Ablauf
Mehr als ein dutzend Künstler traten an diesem Abend auf, darunter Good Charlotte, Babymetal, Neck Deep, Of Mice & Men und Papa Roach, welche vom Rapper Machine Gun Kelly unterstützt wurde. Erwähnenswert war ein Auftritt einer All-Star-Band bestehend aus Andy Black, Christian Coma (beide bei Black Veil Brides aktiv), Mikey Way, Quinn Allman von The Used und John Feldmann von Goldfinger.
Tyler Joseph und Josh Dun nahmen nicht an der Preisverleihung teil, da sie zu diesem Zeitpunkt auf Tournee waren und ein Konzert in Seattle im Bundesstaat Washington gespielt haben. Die Gruppe dankte den anwesenden Gästen und ihren Fans mittels Videomitteilung für den Gewinn der Preise. Auch Panic! at the Disco und Fall-Out-Boy-Sänger Patrick Stump blieben der Veranstaltung aus termintechnischen Gründen fern. Beide dankten den Fans via Telefon. Unter den Anwesenden befanden sich zudem sämtliche Teilnehmer an der diesjährigen Warped Tour, welche an diesem Tag pausierte, darunter auch der Gründer und Organisator Kevin Lyman. Bereits in den vergangenen Ausgaben hat Lyman für diesen Zeitraum einen freien Tag in Ohio eingeplant.
Nachdem Jonathan Vigil von The Ghost Inside den Preis für die beste Fangemeinde entgegennahm erzählte er, dass er nach dem Unfall im November des Jahres 2015 nicht mehr vorhatte eine Bühne zu betreten. Allerdings, so Vigil, habe er es den Fans zu verdanken, dass er seine Meinung geändert habe.

## Nominierungen

### Musikalische Auszeichnungen

#### Ehren-Auszeichnungen

##### Icon Award
- Marilyn Manson[9]

##### Vans „Off The Wall“ Award
- Yellowcard[10]

##### Classic Album Award
- Good Charlotte – „The Young and the Hopeless“[10]

#### Hauptkategorien
| Album des Jahres präsentiert von Journeys: | Lied des Jahres präsentiert von Epitaph Records: |
| --- | --- |
| - Gewinner: - twenty one pilots – Blurryface - Nominierte: - All Time Low – Future Hearts - August Burns Red – Found in Far Away Places - Bring Me the Horizon – That’s the Spirit - Knuckle Puck – Copacetic - The Maine – American Candy - Marilyn Manson – The Pale Emperor - Neck Deep – Life’s Not Out to Get You - Sleeping with Sirens – Madness - State Champs – Around the World And Back | - Gewinner: - Panic! at the Disco – Hallelujah - Nominierte: - Falling in Reverse – Just Like You - Never Shout Never – Hey! We OK - Of Mice & Men – Would You Still Be There - Pierce the Veil – The Divine Zero - State Champs – Secrets    |
| Künstler des Jahres präsentiert von Monster Energy: | Bestes Musikvideo präsentiert von Journeys: |
| - Gewinner: - twenty one Pilots - Nominierte: - All Time Low - Beartooth - Fall Out Boy - Pvris - Motionless in White - Panic! at the Disco - Real Friends - Sleeping with Sirens - Slipknot | - Gewinner: - Panic! at the Disco – Emperor's New Clothes - Nominierte: - All Time Low – Something's Gotta Give - August Burns Red – Identity - State Champs – If I'm Lucky - The Wonder Years – Cardinals - twenty one pilots – Stressed Out |
| Beste Newcomer-Band | Beste Underground-Band |
| - Gewinner: - State Champs - Nominierte: - I Prevail - Knuckle Puck - Neck Deep - New Years Day - Set It Off! | - Gewinner: - Too Close to Touch - Nominierte: - Cane Hill - Creeper - Moose Blood - ROAM - Tiny Moving Parts |
| Beste internationale Band präsentiert von Vans „Off The Wall“: | Beste Liveband |
| - Gewinner: - You Me at Six - Nominierte: - As It Is - Babymetal - Marianas Trench - One Ok Rock - Parkway Drive | - Gewinner: - Neck Deep - Nominierte: - Attila - Beartooth - Issues - Motionless in White - Slipknot |

### Persönliche Auszeichnungen
| Bester Sänger | Bester Gitarrist |
| --- | --- |
| - Gewinner: - Patrick Stump (Fall Out Boy) - Nominierte: - Alex Gaskarth (All Time Low) - Caleb Shomo (Beartooth) - Lzzy Hale (Halestorm) - Kellin Quinn (Sleeping with Sirens) - Corey Taylor (Slipknot) | - Gewinner: - Jack Fowler (Sleeping with Sirens) - Nominierte: - Kevin Skaff (A Day to Remember) - JB Brubaker (August Burns Red) - Kellen McGregor (Memphis May Fire) - Chad Gilbert (New Found Glory) - Misha Mansoor (Periphery) |
| Bester Bassist präsentiert von Razor & Tie: | Bester Schlagzeuger präsentiert von DW Drums: |
| - Gewinner: - Skyler Acord (Issues) - Nominierte: - Ralph Sica (Being as an Ocean) - Ryan Neff (Miss May I) - Matthew Taylor (Motion City Soundtrack) - Ahren Stringer (The Amity Affliction) - Kelen Capener (The Story So Far) | - Gewinner: - Christian Coma (Black Veil Brides) - Nominierte: - Lionel Robinson (letlive.) - Jerod Boyd (Miss May I) - Dani Washington (Neck Deep) - Maxx Danziger (Set It Off!) - Aaron Gillespie (Underoath)                     |
| Soziales Engagement präsentiert von Hopeless Records, Sub City: | Beste Fangemeinde präsentiert von Fearless Records: |
| - Gewinner: - Jake Luhrs (HeartSupport) - Nominierte: - Andrew McMahon (Dear Jack Foundation) - The Used (Living the Dream) - The Wonder Years (Puppies Behind Bars, After School All-Stars, The Herren Project, Future Without Violence) - This Wild Life (National Breast Cancer Foundation) - You Me at Six (Passport Back to the Bars, The Ghost Inside Fundraiser, PETA) | - Gewinner: - The Ghost Inside - Nominierte: - Issues - Mayday Parade - New Years Day - Pvris - The Maine |